# Celestino Ombra
Celestino Ombra (Calliano Monferrato, 9 giugno 1901 – Asti, 4 giugno 1984) è stato un partigiano italiano.

## Biografia
Celestino (Tino) Ombra nacque a Calliano Monferrato (Asti) il 9 giugno 1901, da famiglia artigiana. Crisi economica e disoccupazione spinsero la famiglia a trasferirsi ad Asti per cercare lavoro. A quattordici anni, durante il primo conflitto mondiale, entrò come operaio alla Way Assauto, fabbrica metalmeccanica convertita alla produzione di materiale bellico, in particolare inneschi per le spolette delle granate. Verso la metà del 1917 venne licenziato senza spiegazioni. Trovò un nuovo lavoro nella piccola fabbrica "Alessio e Gamalero", che originariamente produceva torchi per pigiare l'uva, ma che in quel momento era stata convertita alla produzione di torni per un'industria bellica. Nell'immediato dopoguerra il clima nel paese era cambiato: dominavano il malcontento per la disoccupazione, dovuta alla riconversione industriale post bellica e l'entusiasmo per la Rivoluzione d'ottobre che alimentava le speranze di cambiamento. Erano gli anni del Biennio rosso: furono organizzati scioperi per le otto ore, le fabbriche vennero occupate e si formarono i Consigli di gestione. Tino Ombra, molto attivo nelle lotte sindacali, pagò il suo impegno con un nuovo licenziamento. Assunto da un'altra fabbrica metalmeccanica, quella dei fratelli Maina, sempre come tornitore, dopo il servizio militare fu licenziato per l'ennesima volta. Per alcuni anni, si dedicò alla tornitura del legno per la fabbricazione di carri agricoli. Erano gli anni del fascismo e trovare lavoro senza la tessera del partito  fascista era diventato quasi impossibile. Nei primi anni Venti si sposò ed ebbe due figlie: Marisa nata nel 1925 e Giuseppina (Pini), nata nel 1927. Nel 1928 venne riassunto alla Way Assauto, che in quegli anni occupava circa 1500 persone, come operaio specializzato addetto al collaudo dei pezzi.  Negli anni Trenta si occupò del soccorso rosso e aderì al Partito comunista clandestino.
"Nell'ottobre del 1942 organizzammo la prima protesta presso i sindacati fascisti. Il Partito comunista, pur vivendo nella clandestinità, era l'unica forza antifascista organizzata che manteneva ed anzi riusciva a sviluppare i suoi legami con la classe operaia alla quale attribuiva un ruolo guida nella lotta per abbattere il fascismo e per affrettare la fine della guerra."
Decisivo fu il suo contributo nell'organizzazione dello sciopero del marzo 1943. Ombra venne poi nominato capo della Commissione Interna della Way-Assauto dopo il 25 luglio 1943 ed entrò a far parte del Comitato Federale clandestino del Pci all'inizio del 1944. Individuato come uno dei principali organizzatori degli scioperi del '44, venne arrestato, insieme ad alcuni compagni. Liberato con un audace quanto rocambolesco colpo di mano partigiano dalle carceri di Asti, entrò a far parte delle formazioni partigiane delle Langhe, contribuendo alla strutturazione della VI Divisione Garibaldi e divenne Vice Commissario della sedicesima Brigata, comandata da Nanni Latilla e Luigi Capriolo. Rientrato nella tarda estate nel Monferrato, partecipò attivamente alla organizzazione delle formazioni garibaldine locali, entrò a far parte della Giunta Popolare di Governo dell'Alto Monferrato come rappresentante delle formazioni partigiane garibaldine nel novembre del '44 e, alla vigilia della Liberazione, divenne Commissario della IX zona appena costituitasi.
Dopo il 25 aprile rientrò alla Way Assauto, venne designato dal partito a ricoprire la carica di Direttore dello stabilimento. Membro del Comitato Federale del Pci con compiti organizzativi, ricoprì anche gli incarichi di vice presidente dell'Anpi provinciale e di presidente del Comitato della Pace aziendale alla Way Assauto.
Nel 1946 venne eletto in Consiglio comunale e partecipò all'esperienza di governo della città che si concluse nel 1951 con la vittoria della Democrazia cristiana. Licenziato dalla Way Assauto nel 1955 con motivazioni di carattere politico, si trasferì a Torino. Tra il 1960 e il 1962 divenne responsabile di partito per la zona di Nizza Monferrato.  Nel settembre dello stesso anno assunse la carica di segretario dell'Anpi provinciale, in collaborazione con Francesco Rosso "Perez" che ne mantenne la presidenza.  Partecipò in modo attivo a tutte le iniziative politiche locali fino alla morte, avvenuta ad Asti il 4 giugno 1984.